# Thomas Parr (Journalist)
Thomas Parr (* 1957 in Hannover) ist ein deutscher Journalist und Autor.

## Leben
Thomas Parr, zu dessen bevorzugten Themen die „Kulturgeschichte des Alltags“ zählt, arbeitet als Redakteur, Kolumnist und Reporter der Braunschweiger Zeitung. Zudem veröffentlichte er im Wartberg Verlag verschiedene Bücher über seine Heimatstadt Hannover.

## Schriften (Auswahl)
- Geh'n wir doch ins Kröpcke. Hannover und sein legendäres Café, Gudensberg-Gleichen: Wartberg-Verlag, 2006, ISBN 978-3-8313-1632-8 und ISBN 3-8313-1632-5
- Aufgewachsen in Hannover. Die 60er & 70er Jahre, Gudensberg-Gleichen: Wartberg-Verlag, 2008, ISBN 978-3-8313-1836-0
- Auf zum Schorsenbummel! Geschichten und Anekdoten aus Hannover, 1. Auflage, Gudensberg-Gleichen: Wartberg-Verlag, 2009, ISBN 978-3-8313-1963-3; Inhaltsverzeichnis
- 1955 – wir sind ein starker Jahrgang. Nur für Männer! Gudensberg-Gleichen: Wartberg-Verlag, 2010, ISBN 978-3-8313-2173-5
- 1950 – wir sind ein starker Jahrgang, Nur für Männer! Gudensberg-Gleichen: Wartberg-Verlag, 2010, ISBN 978-3-8313-2169-8
- Hannover. Bilder, die Geschichten erzählen, Gudensberg-Gleichen: Wartberg-Verlag, 2012, ISBN 978-3-8313-2260-2
- Geboren 57 – hol dir das Gefühl zurück! Gudensberg-Gleichen: Wartberg Verlag, 2016, ISBN 978-3-8313-2857-4 und ISBN 3-8313-2857-9